# Louis Held (Schauspieler)
Louis Held (* 17. Februar 1996 in Berlin) ist ein deutscher Schauspieler und Sänger.

## Leben
Louis Held absolvierte sein Schauspielstudium von 2015 bis 2018 an der Schauspielschule Charlottenburg.
Er hatte sich bereits 2013 über ein E-Casting für eine Rolle in dem Spielfilm Bibi & Tina beworben und erhielt die Rolle des Alexander von Falkenstein. Somit spielte er in dem Film und dessen drei Fortsetzungen eine der tragenden Figuren. 2014 war er in dem deutschen Fernsehfilm Kein Entkommen zu sehen, im Mai 2020 in dem Fernsehfilm Borowski und der Fluch der weißen Möwe aus der Reihe Tatort.
Nachdem er bereits auf dem dritten Soundtrack zur Filmreihe Bibi & Tina gesungen hatte, war er als Gastsänger 2016 beim Stück Egal auf dem Debütalbum Official von Lina zu hören.
2018 startete er seine eigene musikalische Solokarriere mit der Digital-EP Helium.

## Filmografie

### Film
- 2014: Bibi & Tina
- 2014: Bibi & Tina: Voll verhext!
- 2016: Bibi & Tina: Mädchen gegen Jungs
- 2017: Bibi & Tina: Tohuwabohu Total
- 2018: Wuff – Folge dem Hund
- 2019: Alfons Zitterbacke – Das Chaos ist zurück

### Fernsehen
- 2014: Kein Entkommen
- 2016: Dating Alarm
- 2016: SOKO Wismar – Der Eisfürst
- 2017: Der Lehrer – Das ist quasi eine Win-win-Situation…
- 2017: Heldt – Falschgeld
- 2017: SOKO Köln – Abi-Kriege
- 2018: Professor T. – Maskenmord
- 2019: SOKO München – Recht und Gerechtigkeit
- 2019: Ein Fall für zwei – Adem
- 2020: Tatort – Borowski und der Fluch der weißen Möwe
- 2021: SOKO Leipzig – Dunkle Triade
- 2021: Die Heiland – Wir sind Anwalt – Ausgeknockt!
- 2023: Hotel Mondial (Fernsehserie)
- 2023: In aller Freundschaft – Schutzlos
- 2023: Bettys Diagnose – Ganz oder gar nicht

### Web
- 2018: Just Push Abuba – Greek Style

## Diskografie

### EPs
- 2018: Helium

### Soundtracks
| Jahr | Titel Musiklabel                           | Höchstplatzierung, Gesamtwochen, AuszeichnungChartplatzierungen (Jahr, Titel, Musiklabel, Platzierungen, Wochen, Auszeichnungen, Anmerkungen) | Höchstplatzierung, Gesamtwochen, AuszeichnungChartplatzierungen (Jahr, Titel, Musiklabel, Platzierungen, Wochen, Auszeichnungen, Anmerkungen) | Höchstplatzierung, Gesamtwochen, AuszeichnungChartplatzierungen (Jahr, Titel, Musiklabel, Platzierungen, Wochen, Auszeichnungen, Anmerkungen) | Anmerkungen                                                                 |
| Jahr | Titel Musiklabel                           | DE | AT | CH | Anmerkungen                                                                 |
| ---- | ------------------------------------------ | --- | --- | --- | --------------------------------------------------------------------------- |
| 2016 | Bibi und Tina: Mädchen gegen Jungs Kiddinx | DE1 ×2Doppelplatin · (68 Wo.)DE | AT2 (69 Wo.)AT | CH14 (23 Wo.)CH | Erstveröffentlichung: 15. Januar 2016 Various Artists; Verkäufe: + 400.000  |
| 2017 | Bibi und Tina: Tohuwabohu total Kiddinx    | DE2 Gold · (29 Wo.)DE | AT2 (22 Wo.)AT | CH11 (11 Wo.)CH | Erstveröffentlichung: 24. Februar 2017 Various Artists; Verkäufe: + 100.000 |

### Singles
| Jahr | Titel Album                                            | Höchstplatzierung, Gesamtwochen, AuszeichnungChartplatzierungen (Jahr, Titel, Album, Platzierungen, Wochen, Auszeichnungen, Anmerkungen) | Höchstplatzierung, Gesamtwochen, AuszeichnungChartplatzierungen (Jahr, Titel, Album, Platzierungen, Wochen, Auszeichnungen, Anmerkungen) | Höchstplatzierung, Gesamtwochen, AuszeichnungChartplatzierungen (Jahr, Titel, Album, Platzierungen, Wochen, Auszeichnungen, Anmerkungen) | Anmerkungen                                                |
| Jahr | Titel Album                                            | DE | AT | CH | Anmerkungen                                                |
| --- | ------------------------------------------------------ | --- | --- | --- | ---------------------------------------------------------- |
| 2018 | Lass ma häng –                                         | — | — | — | Erstveröffentlichung: 17. August 2018                      |
| 2018 | Keine erste Liebe –                                    | — | — | — | Erstveröffentlichung: 2. November 2018                     |
| 2019 | Mama –                                                 | — | — | — | Erstveröffentlichung: 5. April 2019                        |
| Folgende Lieder erschienen nicht als Single, wurden aber durch das Album zum Download und Streaming bereitgestellt und konnten somit eine Platzierung erlangen: |                                                        | | | |                                                            |
| |                                                        | | | |                                                            |
| 2016 | Mädchen gegen Jungs Bibi und Tina: Mädchen gegen Jungs | DE97 (2 Wo.)DE | — | — | mit Lina Larissa Strahl, Lisa-Marie Koroll & Philipp Laude |

### Gastbeiträge
| Jahr | Titel Album   | Anmerkungen                                              |
| ---- | ------------- | -------------------------------------------------------- |
| 2016 | Egal Official | Erstveröffentlichung: 27. Mai 2016 LINA feat. Louis Held |